# Stazione di Montallese
Stazione di Montallese vasútállomás Olaszországban, Chiusi településen.

## Vasútvonalak
Az állomást az alábbi vasútvonalak érintik:
- Siena–Chiusi-vasútvonal

## Kapcsolódó állomások
A vasútállomáshoz az alábbi állomások vannak a legközelebb:
- Stazione di Montepulciano
- Stazione di Chiusi-Chianciano Terme